# Indukcja elektrostatyczna

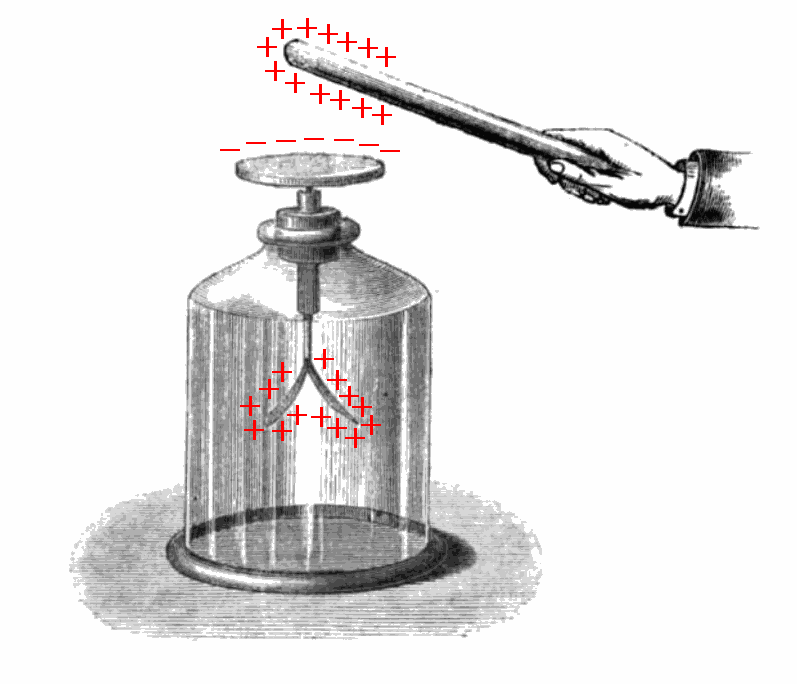
Elektroskop i indukcja

Ładunki powierzchniowe indukowane w metalowych przedmiotach przez pobliski ładunek. Pole elektrostatyczne (linie ze strzałkami) z pobliskiego dodatniego ładunku (+) powoduje przemieszczenie ładunków w metalowych przedmiotach. Ładunki ujemne (niebieski) są przyciągane i przesuwają się do powierzchni od strony ładunku zewnętrznego. Ładunki dodatnie (czerwone) są odpychane i przenoszą się do powierzchni oddalonej.

Indukcja elektrostatyczna (zwana też influencją elektrostatyczną) – zjawisko fizyczne, sposób elektryzowania ciała w wyniku zbliżenia do niego naelektryzowanego ciała.

## W przewodnikach
Zbliżenie ciała naelektryzowanego odpowiada wprowadzeniu ciała do pola elektrycznego. W przewodniku wprowadzonym do pola elektrycznego ładunki swobodne przesuwają się tak, by wewnątrz przewodnika nie było pola elektrycznego. W wyniku czego przewodnik pozostaje elektrycznie obojętny (tak jak przed zbliżeniem) jako całość, ale jego części uzyskują ładunek elektryczny zwany ładunkiem indukowanym.
Przesunięte ładunki zmieniają pole elektryczne nie tylko w przewodniku ale także w otaczającej przestrzeni. Po odsunięciu ładunku indukującego (bez rozdzielania) układ ładunków w przewodniku powraca do poprzedniego stanu.
Jeżeli części przewodnika zostaną rozdzielone (rozłączone elektrycznie) na elementy o różnym stanie naelektryzowania, to powstaną ciała trwale naelektryzowane.

## W dielektrykach
W dielektrykach pole elektryczne powoduje tylko niewielkie przesunięcie ładunków wywołując polaryzację dielektryka. Zazwyczaj polaryzacja ustępuje po wysunięciu dielektryka z pola elektrycznego, ale w ferroelektrykach pozostaje niewielka jej część zwana polaryzacją resztkową. Istnieją substancje zachowujące trwale stan naelektryzowania nazywane są one piroelektrykami.

## Występowanie i zastosowanie
Zjawisko indukcji elektrostatycznej jest odpowiedzialne za większość przypadków elektryzowania się ciał, np. taśmociągów, samochodu jadącego drogą, osoby chodzącej po izolującej podłodze. 
Zjawisko to jest podstawą działania maszyny elektrostatycznej i generatora Van de Graaffa, urządzeń do uzyskiwania ciał naelektryzowanych.
Indukcja elektrostatyczna powoduje przyciąganie naelektryzowanego przez indukcję ciała, przez ciało które wywołało to naelektryzowanie. Siła ta jest wynikiem niejednorodności pola elektrycznego. Na ciało naelektryzowane działa siła w kierunku większego natężenia pola elektrycznego. Przykładem może być przyciąganie niewielkich skrawków papieru przez naelektryzowaną pałeczkę ebonitową.